# Liste von Trägern der Kulturmedaille des Landes Oberösterreich

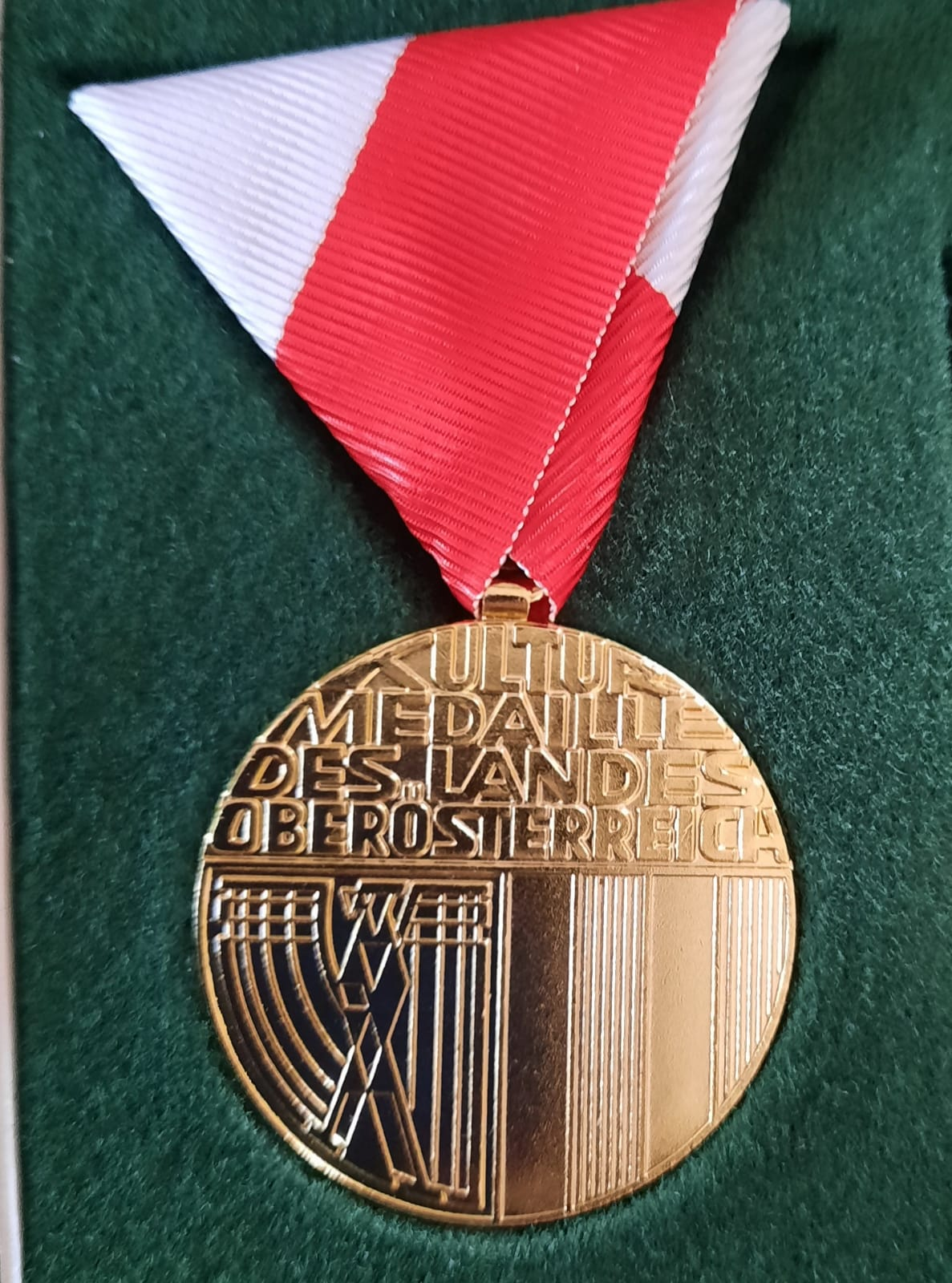
Kulturmedaille des Landes Oberösterreich in Gold 2021

Liste von Trägern der Kulturmedaille des Landes Oberösterreich (Auswahl):
Die Verleihung beruht auf Beschlüssen der Oö. Landesregierung vom 22. Oktober 1956 und 22. November 1993 betreffend „Kulturmedaille des Landes Oberösterreich“.
Die Liste erhebt keinen Anspruch auf Vollständigkeit.

## Liste
| Jahr | Preisträger                     | Erläuterung |
| ---- | ------------------------------- | --- |
| ???? | Franz Bucar                     | österreichischer Beamter, Volksbildner, Familien- und Heimatforscher, Vereinsfunktionär, Kalligraf und Restaurator von Gemälden und bäuerlichen Volksgütern |
| 1994 | Wolfgang Bobowski               | österreichischer Musiker und Musikschuldirektor |
| 1994 | Hellmuth Bodenteich             | österreichischer Maler und Grafiker aus Traun |
| 1994 | Rudolf Lehr                     | österreichischer Autor |
| 1994 | Richard Ortner                  | Burgkirchen, österreichischer Musiker und Kapellmeister |
| 1994 | Helga Riemann                   | österreichische Komponistin |
| 1995 | Fritz Fröhlich                  | österreichischer Maler |
| 1995 | Maria Gruber                    | österreichische Malerin und Grafikerin |
| 1995 | Ingemar Melchersson             | aus Schweden stammender österreichischer Organist |
| 1995 | Helmut Wagner                   | Leopoldschlag, Chorleiter |
| 1995 | Hanns Egon Wörlen               | deutscher Architekt und Kunstmäzen |
| 1996 | Margret Czerni                  | Schriftstellerin, Kulturjournalistin und Bibliothekarin |
| 1996 | Roman Foissner                  | österreichischer Ordenspriester (Stift Reichersberg) und Kulturvermittler |
| 1996 | Gottfried Glechner              | österreichischer Schriftsteller und Philologe |
| 1996 | Igo Hofstetter                  | österreichischer Operettenkomponist |
| 1996 | Ernst Ludwig Leitner            | österreichischer Pädagoge und Komponist |
| 1996 | Hannes Leopoldseder             | österreichischer Rundfunkjournalist und Intendant |
| 1996 | Otto Wutzel                     | österreichischer Kunsthistoriker und Beamter |
| 1996 | Rudolf Zalto                    | Kirchberg, österreichischer Kapellmeister |
| 1998 | Johann Muckenhumer              | Waizenkirchen, Volkskunst und bäuerliche Geschichtsforschung |
| 1998 | Roman Sandgruber                | österreichischer Universitätsprofessor für Wirtschafts- und Sozialgeschichte |
| 1998 | Harry Slapnicka                 | Historiker |
| 1998 | Rudolf Trauner senior           | österreichischer Politiker, Wirtschaftskammerfunktionär und Unternehmer |
| 1999 | Gertrud Fussenegger             | österreichische Schriftstellerin |
| 1999 | Jakob Krinzinger                | Kustos der naturwissenschaftlichen Sammlung der Kremsmünsterer Sternwarte und Pädagoge |
| 1999 | Friedrich Mayr                  | Stahlschnitt, Medaillen, Briefmarken |
| 1999 | Günter Rombold                  | Priester, Theologe, Philosoph, Kunsthistoriker, Kunstsammler und Autor |
| 1999 | Franz Schlader                  | Musiker aus Staig bei Schwanenstadt |
| 1999 | Franz Stauber                   | Leiter der Caritas der Diözese Linz |
| 1999 | Gerhard Winkler                 | Mitgestalter der Eröffnungsausstellung der OÖ. Landesbibliothek über die Schätze klösterlicher Handschriften, Linz |
| 1999 | Rudolf Zinnhobler               | Leiter des Diözesan-Archivs |
| 2000 | Wolfgang Fürlinger              | österreichischer Hochschullehrer, Organist und Komponist |
| 2001 | Herbert Kneifel                 | österreichischer Arzt, Heimatforscher, Archivar und Lokalpolitiker |
| 2001 | Helmut Obermayr                 | österreichischer Jurist, Journalist und Rundfunkintendant |
| 2001 | Anneliese Ratzenböck            | Landesobfrau der OÖ. Goldhauben-, Kopftuch- und Hutgruppen |
| 2002 | Gerhard Fitzinger               | österreichischer Komponist, Chorleiter und Musikpädagoge |
| 2002 | Hans Greger-Gubi                | Musiker |
| 2002 | Hans Dieter Mairinger           | österreichischer Soziologe, Pädagoge, Autor und Übersetzer |
| 2003 | Franz Bauer-Theussl             | österreichischer Dirigent |
| 2003 | Wilhelm Foissner                | Wartberg ob der Aist, Universitätsprofessor |
| 2003 | Albert Fortell                  | österreichischer Schauspieler und Drehbuchautor |
| 2003 | Lotte Ledl                      | österreichische Schauspielerin |
| 2003 | Franz Rieger                    | österreichischer Schriftsteller |
| 2003 | Maximilian Spießberger-Eichhorn | Mittelschulprofessor und Chorleiter in Grieskirchen |
| 2003 | Hans Stadlmayr                  | Langjähriger Kapellmeister der Trachtenmusikkapelle Neukirchen bei Lambach |
| 2003 | Waltraud Starck                 | österreichische Schauspielerin, Regisseurin, Theaterleiterin, Hörspielsprecherin und Synchronsprecherin |
| 2004 | Silvia Glogner                  | deutsche Schauspielerin |
| 2004 | Cheryl Lichter                  | US-amerikanische Sängerin, Musiklehrerin und Dirigentin |
| 2005 | Egon Boshof                     | Universitätsprofessor, deutscher Historiker |
| 2005 | Gerhard Brössner                | österreichischer Schauspieler |
| 2005 | Richard Eder                    | Gründer der Galerie Eder |
| 2005 | Hermann Furthmoser              | Universitätsprofessor, Dirigent, Chordirektor |
| 2005 | Heinrich Gattermeyer            | Sierning, Vorsitzender der Österreichischen Gesellschaft für zeitgenössische Musik, Präsident der AKM, Präsident des Österreichischen Komponistenbundes, Komponist |
| 2005 | Helmuth Gsöllpointner           | Linz, Pädagoge und Künstler |
| 2005 | Manfred Hasenöhrl               | Präsident des Oberösterreichischen Kunstvereines |
| 2005 | Hubert Huber                    | Vorsitzender des Berufsverbandes Bildender Künstler Niederbayern, deutscher zeitgenössischer Künstler |
| 2005 | Fritz Hubmer                    | Kapellmeister und Chorleiter |
| 2005 | Berthold Mayr                   | Priester und Rundfunksprecher |
| 2005 | Tibor Pázmány                   | Dirigent |
| 2005 | Werner Thanecker                | Propst von Stift Reichersberg, Initiator des Bayerisch-Oberösterreichischen Klostermarktes von Reichersberg, Vorsitzender des Tourismusverbandes Ferienregion s´Innviertel, Autor |
| 2005 | Elisabeth Vavra                 | Kunsthistorikerin und Leiterin des Instituts für Realienkunde des Mittelalters und der frühen Neuzeit der Österreichischen Akademie der Wissenschaften (ÖAW) |
| 2005 | Johanna Wilk-Mutard             | 1. Linzer Ballettschule |
| 2005 | Peter Paul Wiplinger            | Lyriker, Kulturpublizist und künstlerischer Fotograf |
| 2006 | Elisabeth Maier                 | [ 38 ] |
| 2007 | Anita Kuisle                    | Wirtschafts- und Sozialhistorikerin, Verdienste um die OÖ. Landesausstellung 2006 Kohle und Dampf |
| 2007 | Albert Fischer                  | Ampflwang, Amtsleiter, Verdienste um die Landesausstellung 2006 |
| 2007 | Lotte Hanreich                  | Autorin und Kulturvermittlerin auf Schloss Feldegg, Pram |
| 2007 | Alexander Loidl                 | Linz, Verdienste um die Landesausstellung 2006 |
| 2007 | Günther Oberbreyer              | Linz, Steyrtal-Museumsbahn und Dampfschiff Schönbrunn |
| 2007 | Thomas Daniel Schlee            | österreichischer Komponist, Kulturmanager und Organist |
| 2007 | Johann Steinbichler             | Ampflwang, Verdienste um die Landesausstellung 2006, bergmännische Tradition |
| 2007 | Franz Ziegelböck                | Haag am Hausruck, Kultur- und Geschichte-Vermittler, Kohlestraße |
| 2008 | Fridolin Dallinger              | Komponist, Musiker, Pädagoge, Kritiker und Maler |
| 2008 | Peter Dimmel                    | österreichischer Bildhauer und Funktionär der Gehörlosenvertretung |
| 2008 | Roland Girtler                  | Soziologe und Kulturanthropologe |
| 2001 | Christa Koinig                  | Konsulentin für Kulturpflege des Landes OÖ |
| 2008 | Monika Krautgartner             | österreichische Schriftstellerin, Kolumnistin und Illustratorin |
| 2008 | Stefan Ruzowitzky               | erster Oscar-Preisträger der Geschichte Oberösterreichs |
| 2008 | Christine Schöpf                | Leiterin der Kulturabteilung im ORF-Landesstudio Oberösterreich |
| 2008 | Margret Wenzel-Jelinek          | österreichische Fotografin und Malerin |
| 2009 | Franz Binder                    | Mitglied des Landestheaters Linz, Bass, Bariton |
| 2009 | Ulrike Eichmeyer-Schmid         | Kuratorin bzw. Kurator-Stellvertreter im Presbyterium Linz-Innere Stadt von 1984 bis 1998 (in dieser Zeit Renovierung der Martin-Luther-Kirche), 1998 bis 2006 Leiterin des Evangelischen Bildungswerkes Oberösterreich und Bildungsreferentin der Evangelischen Diözese Oberösterreich, Vorstand des Evangelischen Studentenheimes Linz und im Evangelischen Museum OÖ in Rutzenmoos, Engagement für die Landesausstellung Renaissance und Reformation (2010). |
| 2009 | Leopold Köppl                   | Mitglied des Landestheaters Linz, Bariton |
| 2009 | Erich Langwiesner               | Mitglied des Landestheaters Linz, Schauspieler |
| 2009 | Klaus Dieter Lerche             | Mitglied des Landestheaters Linz, Bass |
| 2009 | Josef Linschinger               | Künstler der konstruktiv/konkreten und visuell/konzeptuellen Poesie Traunkirchen |
| 2009 | Nicolae Marinica                | aus Rumänien stammende österreichische Bildhauerin und Malerin |
| 2009 | Birgit Minichmayr               | Schauspielerin |
| 2009 | Micha Shagrir                   | israelischer Filmemacher |
| 2009 | Fritz Kronlachner               | Trachtenverein Atzbach |
| 2010 | Ursula Adlung                   | Ehemalige Vizebürgermeisterin und Kulturstadträtin von Traun |
| 2010 | Michael Altmann                 | [ 60 ] |
| 2010 | Sebastian Auer                  | Pionier der Technik |
| 2010 | Adam Balogh                     | Mittelschullehrer, Experte für Landesverteidigung und Bindeglied zur ungarischen Kultur |
| 2010 | Rupert Baumgartner              | Stiftsdechant von Stift St. Florian, Kunstfotograf und Autor |
| 2010 | Karl Breuer                     | Maler und Bildhauer aus Hinzenbach bei Eferding |
| 2010 | Christa Bumberger-Pauska        | Direktorin einer Musikvolksschule, Konsulentin der OÖ. Landesregierung, Obfrau des OÖ. Volksliedwerkes |
| 2010 | Fritz Fuchs                     | Musiker, French Connection gemeinsam mit Bernhard Walchshofer |
| 2010 | Michael Gielen                  | deutsch-österreichischer Dirigent und Komponist |
| 2010 | Johann Grabner                  | Engagement im Schützenwesen |
| 2010 | Rosina Gruber                   | Ennstaler Krippen-Expertin |
| 2010 | Franz Hauer                     | Kulturschaffender in Oberkappel |
| 2010 | Josef Honeder                   | Schulpädagoge, Kirchenhistoriker und Priester |
| 2010 | Gerlinde Hofer                  | Leiterin der Galerie Paradigma, Linz |
| 2010 | Friedrich Josef Jahn            | Amtsleiter von Rechberg und Geschäftsführer des Naturpark Mühlviertel |
| 2010 | Franz Kalchmair                 | Bassist, Opernsänger, Musikpädagoge, Thalheim bei Wels |
| 2010 | Gerhard Kübelböck               | Rohrbach |
| 2010 | Johann Laireiter                | [ 60 ] |
| 2010 | Helmut Loidl                    | Kulturschaffender im Inneren Salzkammergut und Kunstvermittler an den OÖ. Landesmuseen |
| 2010 | Franz Mitterlehner              | Bad Schallerbach |
| 2010 | Maria Moser                     | Gattin des Bildhauers Joseph Moser, Initiatorin und Mitgestalter des Viechtauer Heimathauses |
| 2010 | Hubert Muthspiel                | Linz |
| 2010 | Margarete Palm                  | [ 60 ] |
| 2010 | Eva Petrus-Pekny                | [ 60 ] |
| 2010 | Manfred Pilsz                   | Pädagoge und Kulturschaffender in Linz |
| 2010 | Hannes Riedl                    | Linz |
| 2010 | Josef Schlager                  | Kapellmeister, Chorleiter, Komponist und Forstwirt, Klaus an der Pyhrnbahn |
| 2010 | Josef Schwanninger              | [ 60 ] |
| 2010 | Edda Seidl-Reiter               | österreichische Textilkünstlerin und Malerin |
| 2010 | Jutta Skokan                    | Intendantin und Geschäftsführerin der Salzkammergut Festwochen Gmunden |
| 2010 | Karin Steppan                   | Steyregg |
| 2010 | Georg Stifter                   | Akademischer Bildhauer |
| 2010 | Jakob Kopp                      | österreichischer Bildhauer |
| 2010 | Otto Sulzer                     | [ 60 ] |
| 2010 | Nikolaus Wiplinger              | Linz |
| 2010 | Andreas Zopf                    | [ 60 ] |
| 2011 | Helmuth Angermann               | Obmann des Gesamtverbandes der Südtiroler in Österreich |
| 2011 | Renate Bauinger                 | ehrenamtliche Kulturschaffende |
| 2011 | Peter Bischof                   | Kulturschaffender aus Wimsbach-Neydharting |
| 2011 | Walter Emathinger               | Kulturschaffender in Offenhausen |
| 2011 | Hannes Etzlstorfer              | Kunst- und Kulturhistoriker, Ausstellungskurator und Buchautor. Lasberg/Wien |
| 2011 | August Falkner                  | Beamter |
| 2011 | Herbert Fitzinger               | Pregarten |
| 2011 | Pankraz Freiherr von Freyberg   | deutscher Kunsthistoriker und Kulturmanager |
| 2011 | Rupert Gottfried Frieberger     | österreichischer Organist, Komponist, Musikwissenschaftler und katholischer Theologe, Prämonstratenser-Chorherr in Stift Schlägl |
| 2011 | Michi Gaigg                     | österreichische Violinistin und Dirigentin sowie Musikpädagogin |
| 2011 | Anton Gattinger                 | Rutzenmoos |
| 2011 | Stefan Grandy                   | Pfarrassistent Garsten |
| 2011 | Christine Grubauer              | Linz |
| 2011 | Johann Hammer                   | Altenberg |
| 2011 | Irene Keller                    | Kulturschaffende und Regionalhistorikerin in Geboltskirchen |
| 2011 | Christian Keller                | Kulturschaffender und Regionalhistoriker in Geboltskirchen |
| 2011 | Billa Hebenstreit               | österreichische Malerin und Grafikerin |
| 2011 | Manfred Hebenstreit             | österreichischer Maler, Grafiker und Bildhauer |
| 2011 | Altmann Hofinger                | Abt |
| 2011 | Karl Kasbauer                   | Grieskirchen |
| 2011 | Johann Kerschbaumer             | Kulturschaffender in St. Lorenz |
| 2011 | Wolfgang Lanzinger              | Wels |
| 2011 | Günther Leitner                 | Leiter des Katholischen Bildungswerkes der Diözese Linz |
| 2011 | Rudolf Markgraf                 | Verwalter des Kurheims Bad Schallerbach, Organist und Pianist, Künstlerischer Leiter der Abendmusiken am Magdalenaberg |
| 2011 | Karl Meindl                     | Haid |
| 2011 | Hans Padinger                   | Pfarrer |
| 2011 | Erdmuth Peham                   | Leiterin der Pfarrbücherei Grieskirchen |
| 2011 | Barbara Pitzer                  | Steinhaus |
| 2011 | Martin Rößler                   | Pfarrer in Rutzenmoos |
| 2011 | Peter Schraml                   | Musiker |
| 2011 | Wilhelm Schupp                  | Intendant der Operettenfestspiele von Bad Hall, |
| 2011 | Gertraud Starlinger             | Musikerin |
| 2011 | Christian Steininger            | St. Georgen bei Grieskirchen |
| 2011 | Hermann Pitzer                  | Steinhaus |
| 2011 | Leopold Reichl                  | Katsdorf |
| 2011 | Leonie Reisinger                | Linz |
| 2011 | Franz Xaver Streitwieser        | Musiker und Sammler |
| 2011 | Thomas Weismann                 | Tierarzt und Musiker |
| 2011 | Christine Zemann                | Lokalpolitikerin |
| 2011 | Günter Rainer                   | Schauspieler |
| 2012 | Walter Andraschko               | * 12. Mai 1968, Musiker und seit 1996 Kapellmeister beim Musikverein St. Oswald bei Haslach |
| 2012 | Johann Reiter                   | * 20. Juni 1949, Ehrenkapellmeister und zuvor von 1974 bis 1996 Kapellmeister beim Musikverein St. Oswald bei Haslach |
| 2012 | Notburga Astleitner             | Politikerin |
| 2012 | Franz Bachner                   | Musiker und Kapellmeister |
| 2012 | Christian Bauer                 | Inspizient des Landestheaters Linz, Leonding |
| 2012 | Hannes Buchegger                | Dirigent |
| 2012 | Erich Buchmann                  | Mitglied des Brucknerorchesters Linz, Linz |
| 2012 | Hansjörg Eiblmayr               | Künstlerischer Leiter der Stadtgalerie Lebzelterhaus in Vöcklabruck |
| 2012 | Josef Fahrnberger               | Mitglied des Brucknerorchesters Linz, Linz |
| 2012 | Ludwig Gschwandtner             | Volksmusikant |
| 2012 | Barbara Hirschvogl              | Mitglied des Brucknerorchesters Linz, Linz |
| 2012 | Helga Höller                    | Tanzpädagogin |
| 2012 | Johannes Jetschgo               | ORF-Chefredakteur |
| 2012 | Sarolta Kovbacs-Führlinger      | Mitglied des Chorensembles des Landestheaters Linz, Linz |
| 2012 | Stanislaw Pasierski             | Mitglied des Brucknerorchesters Linz, Lichtenberg |
| 2012 | Adalbert Pichler                | Musiker beim Orchester der Musiziergemeinschaft des Mozarteums Salzburg und Musiklehrer |
| 2012 | Joachim Rathke                  | österreichischer Schauspieler und Regisseur |
| 2012 | Karl M. Sibelius                | Intendant am Theater an der Rott in Eggenfelden |
| 2012 | Mitsuaki Vorraber               | Mitglied des Brucknerorchesters Linz, Untergaisbach |
| 2012 | Bernhard Walchshofer            | Mitglied des Brucknerorchesters Linz, Linz |
| 2012 | Eva-Maria Aichner               | österreichische Schauspielerin |
| 2012 | RIK                             | österreichischer Liedermacher, Sänger und Dichter |
| 2012 | Jutta-Sybille Aglas-Baumgartner | seit 1987 und seit 2004 Obfrau der Eghalanda Gmoi z´Linz (Egerländergemeinde), sie ist seit 2011 Kuratorin für Außenarbeit und Schatzmeisterin der evangelischen Kirche AB in Leonding |
| 2012 | Gerhard Bresenhuber             | Heimatforscher aus Pfarrkirchen bei Bad Hall mit regionalem Schwerpunkt Wartberg an der Krems |
| 2012 | Martin Duka                     | Traun |
| 2012 | Herwig Dunzendorfer             | Pucking |
| 2012 | Maria Gilhofer                  | Bad Leonfelden |
| 2012 | Margit Kruckenhauser            | Reichenau im Mühlkreis |
| 2012 | Georg Öller                     | Mauerkirchen |
| 2012 | Walter Pils                     | Walding |
| 2012 | Renate Pyrker                   | Steinhaus |
| 2012 | Gebhard Sommerauer              | Paudorf |
| 2012 | Gesine Tostmann                 | Seewalchen am Attersee |
| 2012 | Gerhard Franz Weichselbaum      | Rainbach im Mühlkreis |
| 2012 | Margarete Bernauer              | Burgkirchen, Autorin der Broschüre "Für Augen und Seele", Wegweiser zu den spirituellen Stätten des Landkreises Altötting und des Bezirkes Braunau gemeinsam mit Renate Heinrich |
| 2012 | Lothar Bodingbauer              | Altheim |
| 2012 | Eva Gilch                       | Burghausen |
| 2012 | Gerhard Haring                  | Hochburg-Ach |
| 2012 | Hedwig Harner                   | Hochburg-Ach |
| 2012 | Renate Heinrich                 | Altötting, Autorin der Broschüre "Für Augen und Seele", Wegweiser zu den spirituellen Stätten des Landkreises Altötting und des Bezirkes Braunau gemeinsam mit Margarete Bernauer |
| 2012 | Jutta Konopa                    | Mattighofen |
| 2012 | Sonja Löffler                   | Mattighofen |
| 2012 | Rudolf Mitterbauer              | Altheim |
| 2012 | Günter Pointner                 | Braunau |
| 2012 | Klaus Peter Prexl               | Braunau |
| 2012 | Gottfried Reichinger            | Pischelsdorf |
| 2012 | Eleonora Ries                   | Mattighofen |
| 2012 | Hans Peter Schaller             | Mattighofen |
| 2012 | Heinrich Schlarp                | Schalchen |
| 2012 | Rosa Schöffegger                | Mattighofen |
| 2012 | Friedrich Schwarzenhofer        | Mattighofen |
| 2012 | Hans Steindl                    | Burghausen |
| 2012 | Thomas Steidl                   | Mattighofen |
| 2012 | Klaus Vogl                      | Mattighofen |
| 2012 | Franz Wall                      | Organist und Musikpädagoge im Stift St. Florian |
| 2012 | Johannes Waidbacher             | Braunau |
| 2012 | Brigitte Zeillinger             | Braunau |
| 2012 | Stefan Ziekel                   | Heimatforscher aus Burgkirchen, Autor des Heimatbuches Burgkirchen (1986), Mitinitiator der Landesausstellung 2012, Konsulent der oberösterreichischen Landesregierung (1985) |
| 2012 | Rodemund Ingeborg               | Künstlerin, Neuhofen/Krems |
| 2012 | Rodemund Dieter                 | Arzt, Kunstmäzen, Neuhofen/Krems |
| 2013 | Heinz Preiss                    | Kremsmünster, Gründervater des OÖ. Landesmusikschulwerkes |
| 2013 | Josef Anzengruber               | St. Marienkirchen am Hausruck, ARGE für Dorfkultur St. Marienkirchen am Hausruck, Gründer und Leiter der Saitenmusik |
| 2013 | Hermann Bernroider              | Konsulent, Oberstudienrat und Volksschuldirektor in Ruhe, Feldkirchen bei Mattighofen, Bezirksobmann des Blasmusikbezirkes Braunau |
| 2013 | Günther Hartl                   | Schörfling am Attersee, redaktioneller Leiter des Bereiches Volkskultur im ORF-Landesstudio Oberösterreich, verantwortlich für das ORF-Friedenslicht und die ORF-Aktion „Licht ins Dunkel“ in Oberösterreich |
| 2013 | Susanne Heindl                  | Oepping, Textil-Designerin, maßgeblich beteiligt am Aufbau des Projektes „Textile Kunst Haslach“ |
| 2013 | Johann Jascha                   | Linz, zeitgenössischer Künstler und Vertreter der Kunst im öffentlichen Raum |
| 2013 | Wilhelm Lehner                  | Pötting, Ehrenbezirksstabführer im Blasmusikbezirk Grieskirchen, Mitglied des Bewerterteams des Landes Oberösterreich für Marschwertungen |
| 2013 | Thomas Königstorfer             | ehemaliger Marketingdirektor beim ORF Oberösterreich, später Vorstandsdirektor der OÖ. Theater und Orchester GmbH und Kaufmännischer Geschäftsführer der Musiktheater GmbH Linz und nunmehr Kaufmännischer Geschäftsführer des Wiener Burgtheaters |
| 2013 | Sonja Löffler                   | Vizebürgermeisterin, Mattighofen, Mitwirkende im städtischen Lenkungsausschuss für die grenzüberschreitende Landesausstellung 2012 in Mattighofen |
| 2013 | Josef Manglberger               | Heimatforscher aus Mauerkirchen, Gründungsmitglied und Obmann der Krippenfreunde Oberes Innviertel |
| 2013 | Franz Mayrhuber                 | Braunau, ehemaliger Bezirkskapellmeister des Blasmusikbezirkes Braunau |
| 2013 | Rainer Mennicken                | seit 2006 Intendant des Linzer Landestheaters |
| 2013 | Ernst Nimmervoll                | Taufkirchen an der Trattnach, ehemaliger Kapellmeister des Musikvereins Taufkirchen und Leiter der Bergknappenkapelle Kohlgrube, ehemaliger Bezirksobmann des Blasmusikbezirkes Grieskirchen |
| 2013 | Otto Mierl                      | 1991 bis 2009 Bürgermeister von Mondsee, Geschäftsführer der OÖ. Theater und Orchester GmbH |
| 2013 | Günter Pointner                 | Vizebürgermeister, Braunau, ehemaliger Vorsitzender des städtischen Kulturausschusses und einer der Wegbereiter der Landesausstellung 2012 in Braunau |
| 2013 | Heinrich Pusch                  | Kirchberg ob der Donau, Bürgermeister außer Dienst, Hauptschuldirektor in Ruhe, Konsulent der OÖ. Landesregierung, ehemaliger Obmann des Kulturvereines und Gründer der Theatergruppe in Kirchberg ob der Donau |
| 2013 | Karl Renner                     | Attersee am Attersee, ehemaliger Kapellmeister des Musikvereines Attersee und Verantwortlicher für die Jungmusikerausbildung |
| 2013 | Helmut Renöckl                  | römisch-katholischer Theologe, Linz |
| 2013 | Johanna Rockenschaub            | Gutau, Leiterin des Katholischen Bildungswerkes in Gutau und ehemalige Chorleiterin |
| 2013 | Adelheid Schwendtner            | Mining, Hauptschuloberlehrer, Diplompädagogin, Obfrau des Kulturausschusses und der Goldhauben- und Kopftuchgruppe Mining |
| 2013 | Leopold Spitzer                 | Ebensee, Emeritierter o. Univ. Prof., Musikpädagoge und Musikwissenschafter, Komponist und Präsident der Internationalen Hugo-Wolf-Gesellschaft Wien |
| 2013 | Thomas Steidl                   | Mattighofen, Kommandant der Bürgergarde Mattighofen |
| 2013 | Ernst Wöß                       | Hartkirchen, ehemaliger Kapellmeister und Bezirkskapellmeister von Eferding, ehemaliger Bezirksstabführer von Eferding und Linz-Land |
| 2013 | Peter Ackerlauer                | Vorstandsdirektor der voestalpine Stahl GmbH, Linz, Präsident des Vereins zur Förderung des Zisterzienserstiftes Hohenfurth und Vizepräsident der Österreichisch-Deutschen Kulturgesellschaft Sektion Oberösterreich |
| 2013 | Konrad Altmann                  | Organist, Ehrenringträger von Altschwendt, ausgezeichnet mit dem bischöflichen Wappenbrief |
| 2013 | Friedrich Gatterbauer           | Thalheim bei Wels, Musiker und Funktionär (Obmann von 1989 bis 1999) bei der Trachtenkapelle Thalheim und aktives Mitglied beim Motetten-chor und Volksliedsextett Thalheim |
| 2013 | Gabriele Heger                  | von 1987 bis 2012 Geschäftsführerin des Vereins Museum Arbeitswelt, Steyr |
| 2013 | Gunter Marthyn Köberl           | Rollschuhwirt und Sänger, Wels |
| 2013 | Rudolf Schasching               | Kammersänger, Saarbrücken/Engelhartszell |
| 2013 | Elfriede Schulz                 | Präsidentin des Verein der Freunde des Kepler Salon, Linz |
| 2013 | Hartwig Speta                   | Ausstellungsgestalter und Errichter eines privaten Fischereimuseums, Wels |
| 2013 | Alois Lang                      | Vizebürgermeister, Pfarrgemeinderat und ehrenamtlicher lokaler Denkmalpfleger, Reichenthal |
| 2013 | Kristian Schneider              | Organist und Kantor der Evangelischen Pfarrgemeinde Linz-Innere Stadt und der evangelischen Diözese Oberösterreich |
| 2013 | Heinz Josef Angerlehner         | Unternehmer und Kunstsammler, Wels |
| 2013 | Monika Waldenberger             | Vorstandsmitglied des Linzer Bruchnerchors |
| 2013 | Walter Hablesreiter             | Obmann der Musikkapelle der Bürgergarde Freistadt und des Kameradschaftsbundes Freistadt |
| 2013 | Helmut Kastler                  | Obmann des Musikvereins Stadtkapelle Freistadt |
| 2013 | Bernhard Prammer                | Musikschullehrer für Orgel an der Landesmusikschule Freistadt, spielt Cembalo, Kammermusik, Alte Musik und Kirchenmusik, spielt beim Wiener Kammerorchester, L’arpa festante München u. a. |
| 2013 | Martha Sabbagh                  | Lektorin, Freistadt, Regieassistentin und Produktionsleiterin einer Theaterproduktion in Freistadt im Rahmen der OÖ. Landesausstellung 2013 in Freistadt |
| 2013 | Wolfgang Steininger             | * 1. August 1956 in Taufkirchen an der Pram, arbeitet in Linz und wohnt in Freistadt, Geschäftsführer und Programmverantwortlicher des Programmkinos Moviemento und des City Kinos in Linz, Geschäftsführer des Linzer Filmfestivals Crossing Europe, Leiter der Local-Bühne Freistadt (Verein und Kion) sowie verantwortlich für das Filmfestival Der neue Heimatfilm.                                                                                         |
| 2013 | Rudolf Reimann                  | Bundesvorsitzender des Verbandes der deutschen altösterreichischen Landsmannschaften in Österreich (VLÖ) |
| 2014 | Christoph H. Benedikter         | Historiker, Wien |
| 2014 | Justin Berka                    | Prior von Kloster Vyšší Brod |
| 2014 | Martin Dumphart                 | Bezirkskapellmeister von Freistadt, Gallneukirchen |
| 2014 | Jiri Franc                      | Vyšší Brod |
| 2014 | Konrad Ganglberger              | Direktor, Bad Leonfelden |
| 2014 | Elisabeth Gruber                | Historikerin, Wien |
| 2014 | Alfred Hartl                    | Bürgermeister, Bad Leonfelden |
| 2014 | Norbert Loidol                  | Alkoven |
| 2014 | Felix Manzenreiter              | Konsulent, Linz |
| 2014 | Bernhard Rihl                   | Architekt, Linz |
| 2014 | Ivan Slavik                     | Cesky Krumlov |
| 2014 | Wolfgang Berschl                | Berufsschuldirektor und Kapellmeister, Otterbach |
| 2014 | Karl-Michael Ebner              | Konsulent, Tenorsolist in Wien an Volksoper und Staatsoper, Träger des Silbernen Ehrenzeichens um Verdienste der Republik Österreich, Träger des Ritterkreuzes II. Klasse, Otterbach |
| 2014 | Helmut Schachner                | Facharzt und Maler, Hinterstoder |
| 2014 | Erika Neulinger                 | langjährige Stützpunktleiterin des Landestheaters, Hinterstoder |
| 2014 | Karl Linnepe-Chaudoire          | Geschäftsführer der Breuer-Motoren in Bochum und Präsident des Stiftungsrates der Rudolf-Chaudoire-Stiftung. Er spendete 70.000 Euro für den Trägerverein Musica Kremsmünster zur Förderung des Instrumentenmuseums in Kremsegg |
| 2014 | Martin Rögl-Perschl             | Ehrenobmann der Musikkapelle Burgkirchen und mehr als 40 Jahre lang Chronist der Gemeinde Burgkirchen, 20 Jahre lang Obmann des Musikvereins Burgkirchen und 35 Jahre lang Obmann des Kleinhäuslerbundes. Von 1962 bis 1980 war er Gemeindevorstand von Burgkirchen |
| 2014 | Rudolf Hödl                     | Neben anderen kulturellen Aktivitäten als Mitglied des Kirchenchors, beim Glöcklerlauf Traunkirchen, als Vorsänger beim Neujahrssingen und als Mitglied des Arbeitergesangsvereines AGV Kohlröserl Ebense ist er Präsident und Vorsänger der Traunkirchner Mordsgschicht, die während seiner Präsidentschaft in die Liste des immateriellen Kulturerbes der UNESCO eingetragen wurde.                                                                           |
| 2014 | Elisabeth Aussenegg             | mehr als 44 Jahre Chorleiterin des Arbeitersängerbundes Lenzing |
| 2014 | Peter Beham                     | Brunnenthal, Obmann des Vereins Alfred Kubin Galerie |
| 2014 | Josef Bruckbauer                | Ehrenkapellmeister der Musikkapelle Moosbach, Gründer der Moosbacher Tanzlmusi |
| 2014 | Alfred Ecker                    | Hauptschuldirektor, Gründer der Schubertiade Wels und der Konzertreihe Abendmusik in Wels. |
| 2014 | Josef Huber                     | Vizebürgermeister, langjähriger Obmann des Kulturausschusses und Gründer des Adventmarktes in St. Roman |
| 2014 | Wilhelm Kerbl                   | 48 Jahre Organist der Pfarre Micheldorf |
| 2014 | Christa Walpurga Oberfichtner   | Gutau, Gründerin und Obfrau des Vereins Mühlviertel Kreativ, Initiatorin des Projekts Blaudruckwerkstatt |
| 2014 | Heinz Augner                    | Vorstandsmitglied der Österreichisch-Deutschen Kulturgesellschaft Sektion OÖ. |
| 2014 | Horst Winklehner                | Gallneukirchen, mehr als 50 Jahre Sänger und Solist in verschiedenen Chören |
| 2014 | Friedrich Frühwirth             | Betreuer der Kleindenkmäler in St. Leonhard bei Freistadt |
| 2014 | Maria Grünauer                  | Langjährige Organistin der Pfarrkirche von Frauenstein |
| 2014 | Gerald Maria Grünbacher         | Zell am Pettenfirst, Begründer und Leiter des Wiener Mozart Orchesters |
| 2014 | Josef Franz Kaiserreiner        | Leiter des Kirchenchores und Organist in Waldhausen im Strudengau |
| 2014 | Wolfgang Lehner                 | Kaufmännischer Leiter der Linzer Veranstaltungsgesellschaft LIVA |
| 2014 | Werner Luegmayr                 | Veranstalter des Schultheaters an der Hauptschule/Neue Mittelschule Naarn im Machlande sowie Organisator der Mühlviertler Kinderspiele |
| 2014 | Gerhard Nezbeda                 | Spielleiter des Steyrer Kripperls |
| 2014 | Herbert Punz                    | Betreuer der Themen-Wanderwege sowie des Pilgerweges Johanneswet in St. Leonhard bei Freistadt |
| 2014 | Friedrich Weiermann             | Kirchheim im Innkreis, Kurator einer umfangreichen Sammlung von Nähmaschinen, die inzwischen dem OÖ. Landesmuseum übergeben wurde |
| 2014 | Hubert Weinberger               | ehemaliger Obmann des Musikvereines Niederthalheim sowie Chorleiter des Niederthalheimer Kirchenchores |
| 2014 | Walter Wernhart                 | langjähriger Leiter des Katholischen Kirchenchores Wallern |
| 2015 | Rita Ahorner                    | , Enns, stellvertretende Obfrau des Brucknerchores Linz |
| 2015 | Herbert Feilmayr                | Obmann und Kommandant des Bürgerkorps Vöcklabruck |
| 2015 | Franz Hauser                    | Berg im Attergau, Obmann des Heimatvereines Attergau sowie Begründer der Internetplattform AtterWiki |
| 2015 | Friedrich Kratochwill           | Obmann des Arbeitersängerbundes Traun |
| 2015 | Johann Rauchenzauner            | Seewalchen am Attersee, Heimatforscher und Gemeindearchivar |
| 2015 | Alfred Strigl                   | Autodidakt im Bereich der zeitgenössischen bildenden Kunst |
| 2015 | Paul Weixelbaumer               | Obmann des Kirchenchores Obernaukirchen |
| 2015 | Wolfgang Winkler                | Linz, LIVA-Direktor |
| 2015 | Stephan Rabl                    | Linz, Kulturschaffender und künstlerischer Leiter des Theaterfestivals für junges Publikum Schäxpir |
| 2015 | Tibor Pazmany                   | Dirigent am Linzer Landestheater |
| 2015 | Peter Gillmayr                  | Intendant des Internationalen Musiksommers Bad Schallerbach |
| 2015 | Anton Brand                     | Vorstandsmitglied des Vereins Museumsinitiative Rohrbach und Biograf des Rohrbacher Künstlers und Bildhauers Wagner von der MÜhl |
| 2015 | Ferdinand Jenner                | Obmann des Reichenauer Zukunftsvereins für Dorfentwicklung |
| 2015 | Elfriede Koch                   | Linz, Organisatorin von Volkstanzkursen und Volkstanzfesten |
| 2015 | Robert Koch                     | Linz, Organisator von Volkstanzkursen und Volkstanzfesten |
| 2015 | Peter Kowatsch                  | Wels, Veranstalter und Intendant des Welser Arkadenhof Kultur Sommer – WAKS |
| 2015 | Walter Nöbauer                  | Kapellmeister der Marktmusikkapelle der Marktgemeinde Luftenberg an der Donau |
| 2015 | Franz Resch                     | Obmann des Kulturvereins Kalkofen Steinbach am Ziehberg |
| 2015 | Johann Schererbauer             | Obmann des Fotoclubs und des Volksbildungswerkes Esternberg |
| 2015 | Gertraud Stöckler-Schatzdorfer  | Obfrau des Stelzhamerbundes OÖ, Leiterin des Hausruckviertler Mundartkreises und stellvertretende Präsidentin des Vereines Förderer des Werkes von Hans Schatzdorfer |
| 2015 | Siegwulf Turek                  | Hallstatt, Regisseur, Bühnenbildner und Projektdesigner |
| 2017 | Anna Brandstätter               | Gründerin und Obfrau des Literaturvereines 4840 Kulturakzente Vöcklabruck |
| 2017 | Monika Heindler                 | Linz, Landesgeschäftsführerin des Chorverbandes Oberösterreich |
| 2017 | Klaus Hubmayr                   | Bürgermeister von Lambach für Verdienste um die Landesausstellung 2016 |
| 2017 | Josef Lohninger                 | Vöcklamarkt, erster „Europäischer Schützenkönig“ aus Österreich |
| 2017 | Ignaz Märzinger                 | Kollerschlag, Topothekar der Gemeinde Kollerschlag |
| 2017 | Klaus Pesendorfer               | Ohlsdorf, Kapellmeister des Musikvereines Ohlsdorf, Bezirksjugendreferent und Bezirkskapellmeister-Stellvertreter des Oberösterreichischen Blasmusikvereins Bezirksleitung Gmunden |
| 2017 | Karl-Heinz Ragl                 | Steyr, Obmann-Stellvertreter sowie Kassier der Oberösterreichischen Stiftskonzerte |
| 2017 | Zoran Sijakovic                 | Braunau am Inn, Obmann des Kulturvereines DANICA-AUSTRIA |
| 2017 | Roswitha Steindl                | Haibach ob der Donau, Leiterin des Chores „Amantes“ |
| 2017 | Wolfgang Steinlechner           | Ottensheim, Leiter der Architektengemeinschaft Team M |
| 2017 | Bernhard Wolfram                | Bezirkshauptmann außer Dienst, Gründungspräsident des Gmundner Festwochenvereines |
| 2017 | Peter Zechner                   | Niederthalheim, Geschäftsführer des Landesverbandes der Pferdezüchter Oberösterreich für Verdienste um die Landesausstellung 2016 |
| 2016 | Ingrid Handlechner              | Konsulentin, Schulrat, Schwertberg, Leiterin der Liedertafel Schwertberg |
| 2016 | Alfred Hermüller                | Konsulent, Krenglbach, Heimat- und Denkmalforscher |
| 2016 | Franz Huber                     | Konsulent, Obmann des Landesverbandes der Oberösterreichischen Prangerschützen |
| 2016 | Ursula Knappinger-Kammesberger  | Altenberg bei Linz, Kulturjournalistin |
| 2016 | Hans Krawarik                   | Wien, Historiker und Publizist |
| 2016 | Oswin Marehart                  | Schärding, Betreuung der Volkskundlichen Abteilung im Stadtmuseum Schärding |
| 2016 | Wolfgang Maria Reiter           | Wels, Obmann der Künstlergilde Wels und Kulturvermittler |
| 2016 | Franz Schramböck                | Linz, Journalist |
| 2016 | Alois Watzinger                 | Ungenach, Leiter des Ungenacher Kirchenchores |
| 2016 | Anton Weingartsberger           | Kremsmünster, Musikschullehrer in Kremsmünster und Kapellmeister der Stadtkapelle Bad Hall |
| 2016 | Gerhard Gramberger              | Kapellmeister-Stellvertreter der Marktmusikkapelle Taiskirchen im Innkreis sowie Gründer mehrerer Musikgruppen |
| 2016 | Edith Frimmel                   | Kefermarkt, Mineralogin sowie Verfasserin zahlreicher Fachpublikationen und Gestalterin mehrerer Ausstellungen im Schlossmuseum Freistadt |
| 2016 | Leopold Haider                  | Maria Neustift, Organisator der Außenrenovierung der Wallfahrtskirche Maria Neustift |
| 2016 | Gerhard Pilz                    | Künstlerischer Leiter des Perger Theaters |
| 2016 | Georgina Szeless                | Linz, Kulturpublizistin |
| 2016 | Franziska Winder                | Weitersfelden, Gründerin und Leiterin des privaten Weihnachtsmuseums Harrachtal |
| 2016 | Theresia Altmann                | Schulrat, Höhnhart, Chorleiterin |
| 2016 | Llewellyn Kast                  | Ebelsberg, Schlossbesitzer und Kulturvermittler |
| 2016 | Johann Bell                     | Marchtrenk, Organisator zahlreicher kultureller Aktivitäten in Marchtrenk |
| 2016 | Erwin Gattringer                | Obmann des 1. Feuerwehroldtimer Vereines der Freiwilligen Feuerwehr Wels |
| 2016 | Christine Hartwagner            | Eggerding, Gründerin mehrerer Singgruppen |
| 2016 | Alois Heinzl                    | Altschwendt, Chorleiter |
| 2016 | Ruth Hesse                      | Hallstatt, Kammersängerin |
| 2016 | Leonhard Kefer                  | Mattighofen, Kulturvermittler |
| 2016 | Hermann Lambauer                | Naarn im Machlande, Begründer des Kulturvereines Forum Naarn sowie Organisator der Errichtung des Heimathauses Naarn im Machlande |
| 2016 | Manfred Loimayr                 | Aschach an der Donau, Kapellmeister der Marktmusikkapelle Aschach an der Donau sowie Obmann des Kulturvereines Spektrum |
| 2016 | Gertrud Plank                   | Vöcklabruck, Obfrau der Katholischen Frauenbewegung Vöcklabruck und des Arbeitskreises Dürnau/Vöcklabruck |
| 2017 | Benno Hofer                     | Bad Leonfelden, Stabführer der Trachtenmusikkapelle Bad Leonfelden |
| 2017 | Hermann Schober                 | Bad Leonfelden, Leiter der Chorgemeinschaft Bad Leonfelden |
| 2017 | Toni Pichler                    | Helfenberg, Volksmusiker und Organisator von Volksmusikveranstaltungen |
| 2017 | Michael Atteneder               | Steyr, Verdienste um die Landesausstellung 2016 |
| 2017 | Peter Deinhammer                | Lambach, Verdienste um die Landesausstellung 2016 |
| 2017 | Hans Felzmann                   | Leonding, Verdienste um die Landesausstellung 2016 |
| 2017 | Inge Friedl                     | Graz, Verdienste um die Landesausstellung 2016 |
| 2017 | Franz Hochrainer                | Direktor, Oberstudienrat, Schwanenstadt, Verdienste um die Landesausstellung 2016 |
| 2017 | Hans Kropshofer                 | Linz, Verdienste um die Landesausstellung 2016 |
| 2017 | Alfred Meisinger                | Stadl-Paura, Verdienste um die Landesausstellung 2016 |
| 2017 | Christine Oberndorfer           | Lambach, Verdienste um die Landesausstellung 2016 |
| 2017 | Karl Platzer                    | Sierning, Verdienste um die Landesausstellung 2016 |
| 2017 | Christian Popp                  | Bürgermeister, Lambach, Verdienste um die Landesausstellung 2016 |
| 2017 | Karl Ammerer-Willibald          | Vöcklamarkt, Ehrenobmann des Heimat- und Museumsvereins Vöcklamarkt-Pfaffing-Fronach |
| 2017 | Josef Eibl                      | Niederkappel, Initiator der Errichtung des Dr. Rudolf-Kirchschläger-Gedenkzentrums |
| 2017 | Eduard Gruber                   | Vöcklamarkt, Schriftführer des Heimat- und Museumsvereins Vöcklamarkt-Pfaffing-Fronach |
| 2017 | Benno Hofer                     | Bad Leonfelden, Stabführer der Trachtenmusikkapelle Bad Leonfelden |
| 2017 | Wolfgang Katzböck               | Linz, langjähriger Obmann der Stiftskonzerte |
| 2017 | Harald Limberger                | Ansfelden, Kunst- und Kulturvermittler |
| 2017 | Emma Mayrhofer                  | Scharten, Obfrau des Volksbildungswerkes Scharten sowie Heimatforscherin |
| 2017 | Hermann Schober                 | Bad Leonfelden, Leiter der Chorgemeinschaft Bad Leonfelden |
| 2017 | Hans Schwarzmayr                | Hochburg-Ach, Kustos des Franz Xaver Gruber-Gedächtnishauses |
| 2017 | Ewald Walser                    | Linz, Maler, Grafiker und Hochschulprofessor (Kunstuniversität Linz) sowie ehemaliger Präsident der Künstlervereinigung MAERZ |
| 2018 | Hans Kreuzmayr                  | Schleißheim, Musiker und Sänger (Waterloo) |
| 2021 | Wolfgang Sauber                 | Sarleinsbach, Heimatforscher, Topothekar und Wikipedian |
| 2021 | Anton Brand                     | Rohrbach, Heimatforscher, Topothekar und Kustos in der Villa Sinnenreich (Rohrbach) |